# Omos
Tolulope «Jordan» Omogbehin (Lagos, Nigeria; 16 de mayo de 1992) es un luchador profesional nigeriano nacionalizado estadounidense que ahora trabaja en la WWE, en la marca Raw bajo el nombre de Omos. También ha hecho apariciones en empresas como Pro Wrestling NOAH y Lucha Libre AAA Worldwide.
Dentro de sus logros, está el ser Campeón en Parejas de Raw junto a AJ Styles. También ha sido Campeón en Parejas de GHC junto a Jack Morris y fue ganador de la Copa Triplemanía 2025.

## Primeros años
Omogbehin nació en la ciudad nigeriana de Lagos. Posteriormente emigraría a los Estados Unidos junto a su familia. Asistió y se graduó de la Atlantic Shores Christian Academy en Chesapeake, Virginia. Durante sus años en la escuela secundaria, integró el equipo de baloncesto de la institución. 
Siendo considerado un recluta de tres estrellas, en 2011 recibió una beca para asistir a la Universidad del Sur de Florida y convertirse en uno de los pívots de los South Florida Bulls, el equipo de baloncesto de la universidad que compite en la División I de la NCAA. En su primer año fue designado como redshirt, por lo que no jugó en toda la temporada. Entre 2012 y 2014, en cambio, Omogbehin disputó 35 partidos con un promedio de 4,1 minutos de juego por encuentro. Siendo parte de los Bulls, tuvo la oportunidad de conocer en persona a la leyenda del baloncesto Hakeem Olajuwon, quien también es de nacionalidad nigeriana.
Omogbehin dejó a la USF en el verano de 2014, transfiriéndose a la Universidad Estatal Morgan. Allí se uniría a los Morgan State Bears, equipo con el cual jugaría su temporada como junior en la posición de pívot. Sin embargo su actuación no fue destacada, ya que sólo estuvo presente en 10 partidos con menos minutos de juego que los que tuvo en la USF.
Su última temporada en el baloncesto universitario estadounidense, la 2015-16, transcurrió en la División II de la NCAA jugando para el King Tornado de la Universidad King de Bristol, Tennessee.

## Carrera de lucha libre profesional

### WWE (2018-presente)
Se informó el 17 de octubre de 2018 que WWE firmó un total de siete atletas para entrenar en el WWE Performance Center. Entre ellos, se firmó Omogbehin.

#### NXT (2019-2020)
En 2019, Omogbehin hizo su debut en el ring durante un house show el 18 de julio, derrotando al equipo 3.0 en un encuentro de handicap de dos contra uno. Regresó al mes siguiente durante un espectáculo en casa el 24 de agosto y ganó una batalla real de 15 hombres. Durante los house shows de octubre, Omogbehin ganó en encuentros individuales derrotando a los competidores Cezar Bononi y Kona Reeves. También luchó en su primer combate de parejas formando equipo con sus compañeros reclutas Denzel Dejournette y Tehuti Miles, perdiendo ante The Forgotten Sons. Omogbehin regresó en 2020 durante un NXT House Show para formar equipo con Bronson Reed para derrotar a Aleksandar Jaksic y Tehuti Miles.

#### Debut en el main roster (2020-2021)
Durante el episodio del 15 de junio de 2020 de Monday Night RAW, Omogbehin debutó como un miembro sorpresa de la facción ninja de Akira Tozawa. Apareciendo como el miembro más alto de la facción, Omogbehin fue referido como "Big Ninja" mientras se encontraba en el ringside durante el combate de parejas del equipo Tozawa contra The Street Profits y The Viking Raiders. Big Ninja también se enfrentó a Big Show durante la pelea posterior al partido entre los equipos.
En agosto, se desempeñó como guardia de seguridad para la entrada al RAW Underground de Shane McMahon.
En octubre, comenzaría a acompañar a AJ Styles al ring como su "asociado" anónimo cuando Styles regresó a la marca RAW. 
El 10 de abril de 2021 en la primera noche de WrestleMania 37 derrotó junto a Styles a los Kofi Kingston y Xavier Woods ganando los Campeonatos en Parejas de Raw.
El 26 de julio de 2021 en un episodio de Monday Night Raw derrotó junto a AJ Styles a The Viking Raiders para retener los Campeonatos en Parejas de Raw. En SummerSlam, junto a AJ Styles fueron derrotados por RK-Bro (Randy Orton & Riddle) perdiendo los Campeonatos en Parejas de Raw, terminando así con un reinado de 156 días. En Crown Jewel, junto a AJ Styles se enfrentaron a RK-Bro (Randy Orton & Riddle) por los Campeonatos en Parejas de Raw, sin embargo perdieron.
En Survivor Series, ganó el 25-Man Dual Brand Battle Royal en conmemoración a los 25 años de carrera de The Rock, eliminando a Drew Gulak, Shelton Benjamin, Humberto, Otis, Shanky, Robert Roode, Commander Azzez, Apollo Crews, Cesaro, Angelo Dawkins, Montez Ford y por último a Ricochet. Tras esto, mantuvo una racha de derrotas junto a Styles, pero fue que el 20 de diciembre en Raw, Styles y Omos fueron derrotados por Dominik y Rey Mysterio, debido a que Omos se negò a dar relevo. Tras esto, Styles fue atacado por Omos. El 3 de enero de 2022, Omos derrotò a Styles, dando por finalizado su rivalidad.

#### Alianza con MVP (2022-presente)
A partir de esto, Omos mantuvo una racha de victorias ante varios luchadores locales, y otros del roster de Raw como Shelton Benjamin, Cedric Alexander, T-BAR, Apollo Crews y Commander Azzez entre otros. El 28 de marzo en Raw, Omos derrotó a The Viking Raiders (Erik y Ivar) en un 2-1 Handicap Match. Tras esto, fue interrumpido por Bobby Lashley (quien hacìa su regreso despuès de una lesiòn) quien terminó confrontándolo y pactaron una lucha entre ellos para WrestleMania. En WrestleMania 38, fue derrotado por Lashley. Sin embargo, se programó una revancha entre ambos para WrestleMania Backlash, donde Omos venció a Lashley teniendo el apoyo de su nuevo mánager, MVP. Al mes siguiente en Hell in a Cell, junto con MVP, fueron derrotados por Lashley en un 2 on 1 Handicap match. En el episodio del 20 de junio, Omos calificaría para el combate de escalera de Money in the Bank masculino después de derrotar a Riddle. En el evento, no pudo ganar el combate después de ser arrojado a través de la mesa de comentaristas por todos los demás competidores, incluyendo el ganador de ese combate Austin Theory.
En el episodio del 14 de octubre de SmackDown, Omos y su mánager MVP interrumpieron una promo de Braun Strowman, comenzando una rivalidad entre los dos gigantes de WWE. En Crown Jewel, fue derrotado por Strowman.
El 28 de enero de 2023 en Royal Rumble, Omos compitió en la batalla real ingresando en la posición número 26, siendo eliminado por Braun Strowman.
En marzo de 2023, Omos empezó una breve rivalidad con Brock Lesnar, cuyo combate se hizo oficial para WrestleMania 39 que tuvo lugar el 2 de abril. Allí, aunque Omos dominó el combate, finalmente perdió ante Lesnar. Al mes siguiente en el evento Backlash, nuevamente fue derrotado, aunque en esta ocasión su rival sería Seth Rollins. Omos regresaría en el evento SummerSlam siendo el último en hacer su entrada en el Slim Jim SummerSlam Battle Royal, el cual no logró ganar.
2024
Estuvo en royal rumble 2024 donde fue eliminado por Breakker.

### Pro Wrestling Noah (2024-presente)
El 27 de diciembre de 2024, Omos fue anunciado en una conferencia de prensa como el miembro más nuevo del equipo 2000X (T2000X). Presentado por Yoshitatsu y Daga, había sido traído para competir con Jack Morris contra los actuales campeones en parejas de GHC Naomichi Marufuji y Takashi Sugiura en una lucha por el título en el evento de pago por visión Noah The New Year. En el evento, derrotaron a los campeones. Este fue el primer campeonato de Omos fuera de la WWE.

## Vida personal
Omogbehin habla inglés, francés y yoruba con fluidez.
El 17 de marzo de 2023, Omos declaró su interés en casarse con su pareja de toda la vida, Cheyenne Quailey, una doctora en medicina que se graduó con una licenciatura en ciencias de la Universidad del Sur de Florida a la que asistió. Han estado saliendo desde la escuela secundaria.

## Campeonatos y Logros
- Lucha Libre AAA Worldwide
  - Copa Triplemanía (2025)

- Pro Wrestling Noah/NOAH
  - GHC Tag Team Championship (1 vez) - con Jack Morris

- World Wrestling Entertainment/WWE
  - Raw Tag Team Championship (1 vez) - con AJ Styles
  - Ganador del 25-Man Dual Brand Battle Royal en conmemoración a los 25 años de carrera de The Rock

- Pro Wrestling Illustrated
  - Situado en el Nº120 del PWI 500 en 2022[7]
  - Situado en el Nº174 del PWI 500 en 2023[8]
  - Situado en el Nº233 del PWI 500 en 2024[9]